# 布津厄 (丹麦)
布津厄（丹麥語：Buddinge），丹麥西蘭島上的城镇，格萊薩克瑟市鎮的行政中心，是位於丹麦首都哥本哈根市中心西北10公里处的一個郊區。布津厄曾經是一个小村庄，但到了20世纪60年代，布津厄發展成哥本哈根郊區的一部分。